# Route 60 (Islande)
 (juillet 2023).
 (juillet 2023).
Si vous disposez d'ouvrages ou d'articles de référence ou si vous connaissez des sites web de qualité traitant du thème abordé ici, merci de compléter l'article en donnant les références utiles à sa vérifiabilité et en les liant à la section « Notes et références ».
Pour les articles homonymes, voir Route 60.
La Route 60 (Þjóðvegur 60) ou Vestfjarðavegur est une route située dans la région des Vestfirðir qui relie la région  à la route 1, en partant d'Ísafjörður pour passer par Þingeyri et Búðardalur.
Un tunnel entre Arnarfjörður et Dýrafjörður est prévu pour 2012-2013. Il aura une longueur de 5 600 mètres.

## Trajet

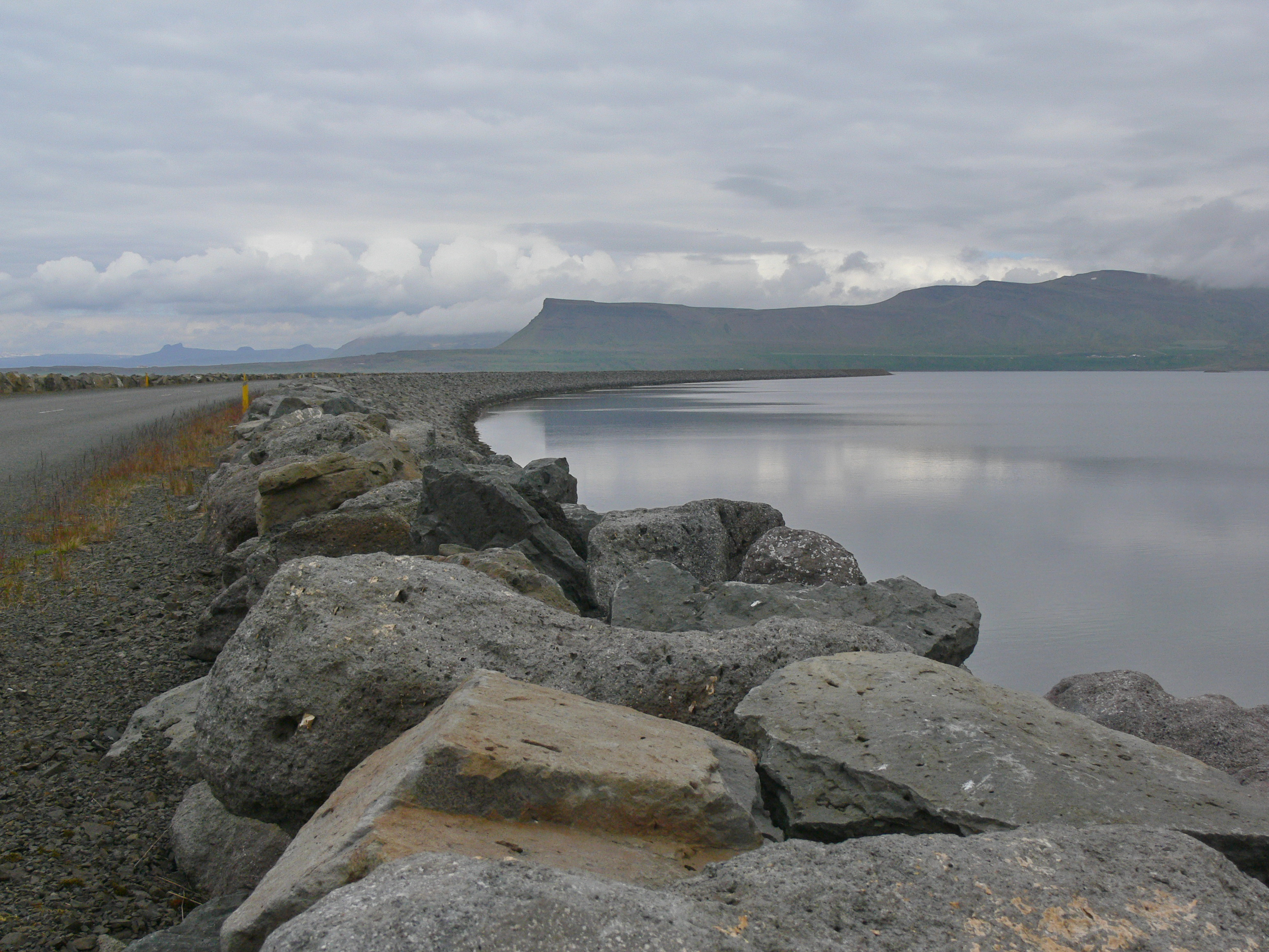
?

- Ísafjörður
  -  -  vers Súðavík
  -  -  vers Suðureyri
  -  -  vers Flateyri
- Tunnel de Breiðadals- og Botnsheiðar - Longueur: 9 120 mètres
- Þingeyri
  -  -  vers Bíldudalur
  -  -  vers Patreksförður
  -  -  vers la route 61
  -  -  vers Reykhólar
- Pont de Gilsfjörður (Gilsfjarðarbrú)
- Búðardalur
  -  -  vers la route 61
  -  - 57 vers Ólafsvík
- Route 1